# Mickey Mouse Mixed-Up Adventures
Mickey Mouse Mixed-Up Adventures (Mickey Mouse: Mix de aventuras en Latinoamérica y Mickey Mouse: ¡Vamos de aventura! en España), anteriormente llamado de Mickey and the Roadster Racers (Mickey Mouse: Aventuras sobre ruedas en Latinoamérica y Mickey y los súperpilotos en España) es una serie de televisión infantil de dibujos animados estadounidense producido por Disney Television Animation. La serie se emitió por primera vez en los Estados Unidos el 15 de enero de 2017.
La serie se renovó para una segunda temporada el 15 de marzo de 2017, que se estrenó el 13 de abril de 2018. Una tercera temporada se renovó un año después, con el cambio de nombre a Mickey Mouse Mixed-Up Adventures. El primer episodio bajo el nuevo título se emitió originalmente el 14 de octubre de 2019.
El programa fue el último papel de Russi Taylor en la serie de televisión, antes de su muerte el 26 de julio de 2019.

## Descripción
La serie consta de dos segmentos en cada episodio:
- Mickey and the Roadster Racers: Son las aventuras de los «seis sensacionales» Mickey, Minnie, Goofy, Donald, Daisy, y Pluto que compiten en carreras de autos, principalmente por «Hot Dog Hills» (Colinas Hot-Dog en Latinoamérica y Ciudad Diversión en España[cita requerida]).
- Happy Helpers: Minnie y Daisy, junto con Cuckoo Loca, ofrecen servicios para ayudar en todo tipo de situaciones a los habitantes de Hot Dog Hills (en Latinoamérica se les conoce como Las Ayuda-alegres y en España como las Ayudantes Felíces[cita requerida]).

En la segunda temporada, Ludwig Von Drake modifica los autos para poder realizar maniobras «súper-cargadas».
En la tercera temporada, Mickey construye un laboratorio en el que puede combinar y transformar los autos. En esta temporada, el tema «Hot Dog» (originalmente interpretada por el grupo They Might Be Giants para el programa Mickey Mouse Clubhouse), es utilizada al final de cada segmento.

## Reparto

### Principales
- Bret Iwan como Mickey Mouse: es el líder de los Roadster Racers y propietario del garaje de Mickey. Mickey conduce el Hot Doggin' Hot Rod que se convierte en el auto de Mickey.
- Russi Taylor (temp. 1-2) y Kaitlyn Robrock (temp. 3) como Minnie Mouse; es la novia de Mickey y una de las ayudaalegres. Minnie conduce Pink Thunder, que se convierte en la furgoneta de las ayuadaalegres.[5]
- Daniel Ross como Pato Donald: es el colíder y copropietario del garaje de Mickey y socio de Mickey. Donald conduce el Cabin Cruiser que se convierte en el auto de Donald. Donald es el corredor más decidido que intenta ganar. El actor de voz habitual de Donald, Tony Anselmo, no lo expresa en esta serie, ya que estaba ocupado proporcionando la voz del personaje en otros proyectos de Disney.
- Tress MacNeille como Pata Daisy: es la novia de Donald y una de las ayudaalegres. Daisy conduce Snapdragon, que se convierte en su automóvil.
- Bill Farmer como Goofy: es el dueño del remolque de perritos calientes Hot Diggity frecuentado por Pete. Goofy conduce el Turbo Tubster que se convierte en su auto.
  - y como Pluto: es el perro mascota de Mickey.
- Nika Futterman como Cuckoo Loca: es una cuco de cuerda que vive en el reloj de cuco de Minnie y Daisy y acompaña a las ayudaalegres. Una mordaza corriente es que Cuckoo Loca tiende a hacer comentarios sarcásticos hacia la canción de las ayudaalegres.

### Secundarios
- Tress MacNeille y Corey Burton como Chip y Dale: son dos ardillas que son los mecánicos de los corredores.
- Jim Cummings como Pete: es el conductor de la grúa residente de Colinas Hot Dog y propietario de Pete's Junkyard. Pete conduce el Super Crusher cuando Pete se involucra en carreras. Además de tener algunos familiares que se involucran, Pete aparece en varios alter egos a lo largo de la serie.
- April Winchell como Clarabelle: es una vaca que posee su propio negocio de panadería en Colinas Hot Dog y a menudo se la ve operando las banderas de carreras. También se ha visto a Clarabella organizando varios eventos internacionales en el programa. Ella es la novia de Goofy.
- Russi Taylor (2017-19) y Kaitlyn Robrock (2020-21) como Clara Cluck: es una granjera y residente de Colinas Hot Dogs que habla principalmente el idioma del pollo.
- Corey Burton como Ludwing von Pato: es el tío de Donald e inventor residencial de Colinas Hot Dog que tiene un laboratorio debajo del garaje de Mickey. En "El día libre del abuelo Beagle", se revela que Ludwig Von Drake también opera como un taller mecánico de bicicletas bajo el alias de Doc Sprockets.

## Temporadas
| Temporada | Temporada | Episodios | Emisión               | Emisión              |
| Temporada | Temporada | Episodios | Comienzo              | Final                |
| --------- | --------- | --------- | --------------------- | -------------------- |
|           | 1         | 26        | 15 de enero de 2017   | 23 de marzo de 2018  |
|           | 2         | 25        | 13 de abril de 2018   | 2 de agosto de 2019  |
|           | 3         | 36        | 14 de octubre de 2019 | 1 de octubre de 2021 |

## Lanzamiento

### Emisión
La primera temporada de Mickey and the Roadster Racers debutó en Disney Junior en los estados unidos el 15 de enero de 2017. La serie también se emitió en Disney Junior en Canadá el 24 de enero, Disney Junior en Australia el 17 de marzo, Disney Junior en Asia el 24 de marzo, Disney Junior en el Reino Unido e Irlanda el 19 de abril, Disney Junior en Sudáfrica el 22 de abril y Disney Channel en India el 15 de mayo.

### Home media
El primer lanzamiento, titulado "Mickey and the Roadster Racers", se lanzó en DVD el 7 de marzo de 2017. "Minnie's Happy Helpers" se lanzó el 25 de julio de 2017, con el tema de las subtramas de Minnie y Daisy. "Disney Junior Holiday" se lanzó el 23 de octubre de 2018. "Minnie Bow Be Mine" se lanzó el 5 de febrero de 2019. El programa se relanzó en el servicio de transmisión de Disney, Disney+ y en países seleccionados bajo Disney+ Hotstar.

## Recepción
La primera temporada de Mickey and the Roadster Racers recibió críticas positivas, Common Sense Media calificó la serie con 3 de 5 estrellas.

### Premios y nominaciones
| Año  | Premio                  | Categoría                                                                          | Destinatarios y nominados                  | Resultados | Ref           |
| ---- | ----------------------- | ---------------------------------------------------------------------------------- | ------------------------------------------ | ---------- | ------------- |
| 2017 | Premios Música + Sonido | Mejor Diseño de Sonido: Programa de Televisión                                     | Kate Finan Brad Meyer Jacob Cook           | Nominado   | [ 13 ] [ 14 ] |
| 2018 | Premios Música + Sonido | Mejor Diseño de Sonido: Programa de Televisión                                     | Brad Meyer Kate Finan James Singleton      | Nominado   | [ 15 ] [ 16 ] |
| 2018 | Premios Annie           | Mejor producción animada de televisión / transmisión para niños en edad preescolar | Mickey and the Roadster Racers             | Nominado   | [ 17 ]        |
| 2018 | Premios Daytime Emmy    | Edición de sonido excepcional en un programa animado preescolar                    | Brad Meyer, Kate Finan and James Singleton | Nominado   | [ 18 ]        |
| 2020 | NAMIC Vision Awards     | Animación                                                                          | Mickey Mouse: Mixed-Up Adventures          | Nominado   | [ 19 ] [ 20 ] |